# 호시노 마리
호시노 마리(일본어: 星野 真里, 1981년 7월 27일~)는 일본의 배우이다. 사이타마현 출신이다.